# Eurystauropsis
Eurystauropsis är ett släkte av fjärilar. Eurystauropsis ingår i familjen tandspinnare.
Kladogram enligt Catalogue of Life:
| Eurystauropsis | \| \| Eurystauropsis aequa \| \| \| \| \| \| Eurystauropsis albidilinea \| \| \| \| |
|                | \| \| Eurystauropsis aequa \| \| \| \| \| \| Eurystauropsis albidilinea \| \| \| \| |
|                | Eurystauropsis aequa                                                                |
|                |                                                                                     |
|                | Eurystauropsis albidilinea                                                          |
|                |                                                                                     |